# Club Deportivo Juvenil
El Club Deportivo Juvenil fou un club gallec de la ciutat de La Corunya.
El club va ser fundat el 1940 per l'antic jugador gallec Rodrigo García Vizoso amb el nom Club Deportivo Aprendices de la Fábrica de Armas, que el 1945 canvià per Club Deportivo Juvenil començant a jugar a Tercera Divisió aquell any. El seu major èxit fou l'ascens a Segona Divisió el 1954. El club mantingué converses amb el Fabril SD per fusionar-se i esdevenir filial el Deportivo, però aquesta fusió no es realitzà i el club acabà desapareixent el 1963.

## Temporades
| Temporada | Nivell | Divisió    | Posició | Copa del Rei |
| --------- | ------ | ---------- | ------- | ------------ |
| 1945/46   | 4      | Serie A    | 1r      |              |
| 1946/47   | 3      | 3a Divisió | 3r      |              |
| 1947/48   | 3      | 3a Divisió | 7è      | 3a ronda     |
| 1948/49   | 3      | 3a Divisió | 10è     | 2a ronda     |
| 1949/50   | 3      | 3a Divisió | 4t      |              |
| 1950/51   | 3      | 3a Divisió | 4t      |              |
| 1951/52   | 3      | 3a Divisió | 15è     |              |
| 1952/53   | 3      | 3a Divisió | 5è      |              |
| 1953/54   | 3      | 3a Divisió | 1r      |              |
| 1954/55   | 2      | 2a Divisió | 16è     |              |
| 1955/56   | 3      | 3a Divisió | 4t      |              |
| 1956/57   | 3      | 3a Divisió | 7è      |              |
| 1957/58   | 3      | 3a Divisió | 6è      |              |
| 1958/59   | 3      | 3a Divisió | 4t      |              |
| 1959/60   | 3      | 3a Divisió | 15è     |              |
| 1960/61   | 4      | Serie A    | 1r      |              |